# Les Costes
Les Costes är en kommun i departementet Hautes-Alpes i regionen Provence-Alpes-Côte d'Azur i sydöstra Frankrike. Kommunen ligger  i kantonen Saint-Bonnet-en-Champsaur som ligger i arrondissementet Gap. År 2015 hade Les Costes 178 invånare.

## Befolkningsutveckling
Antalet invånare i kommunen Les Costes
Referens:INSEE

## Galleri

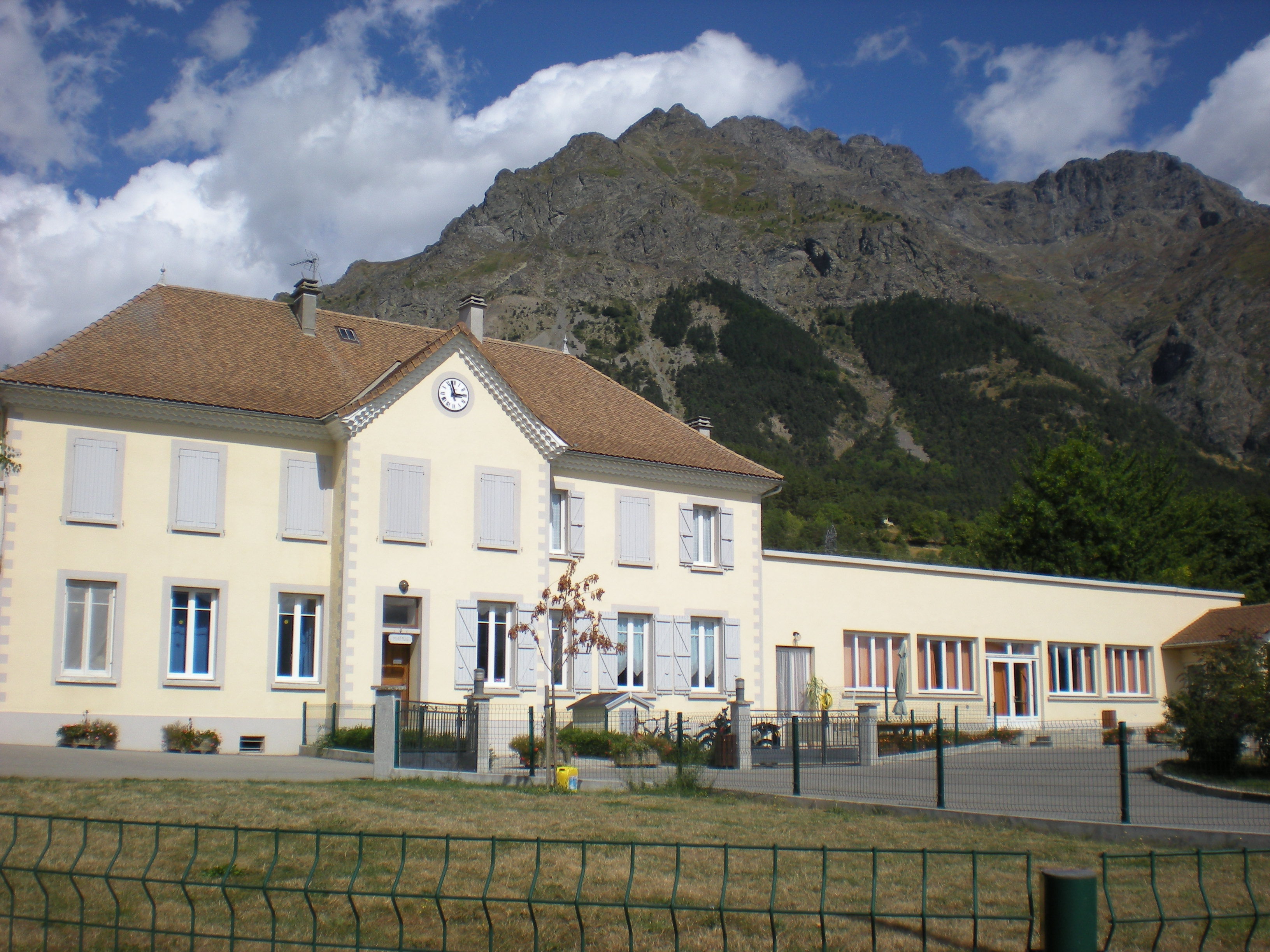
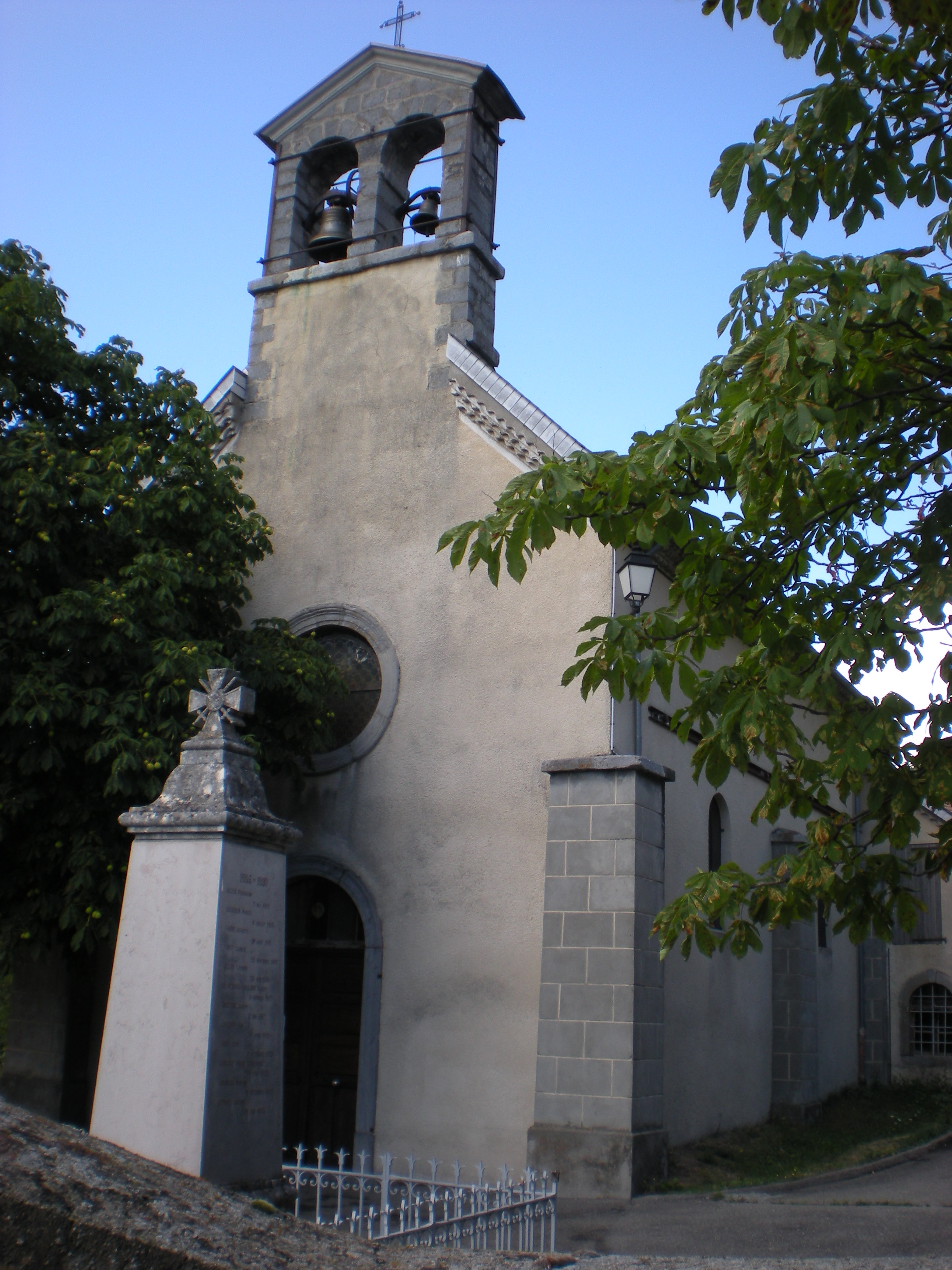
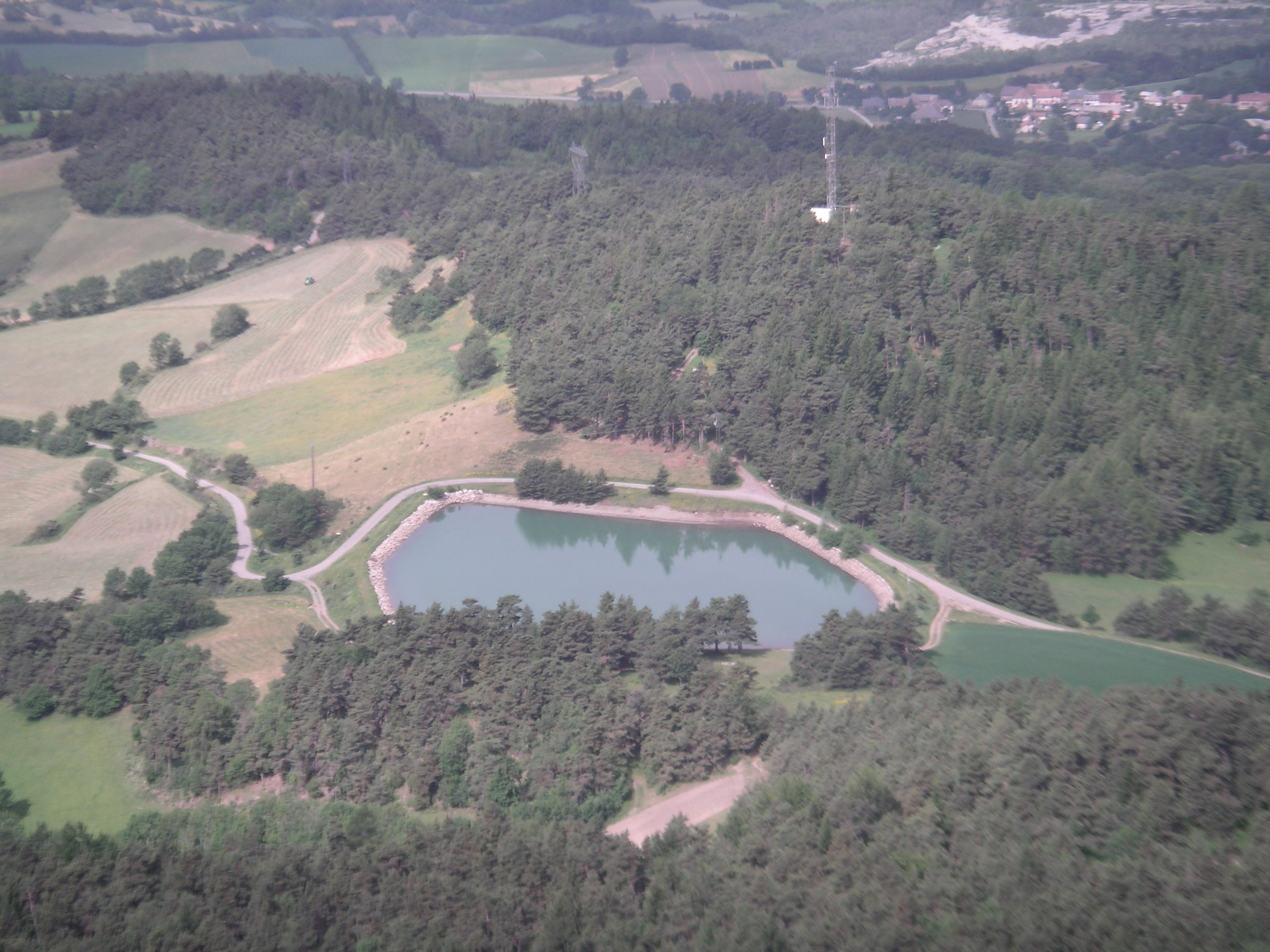
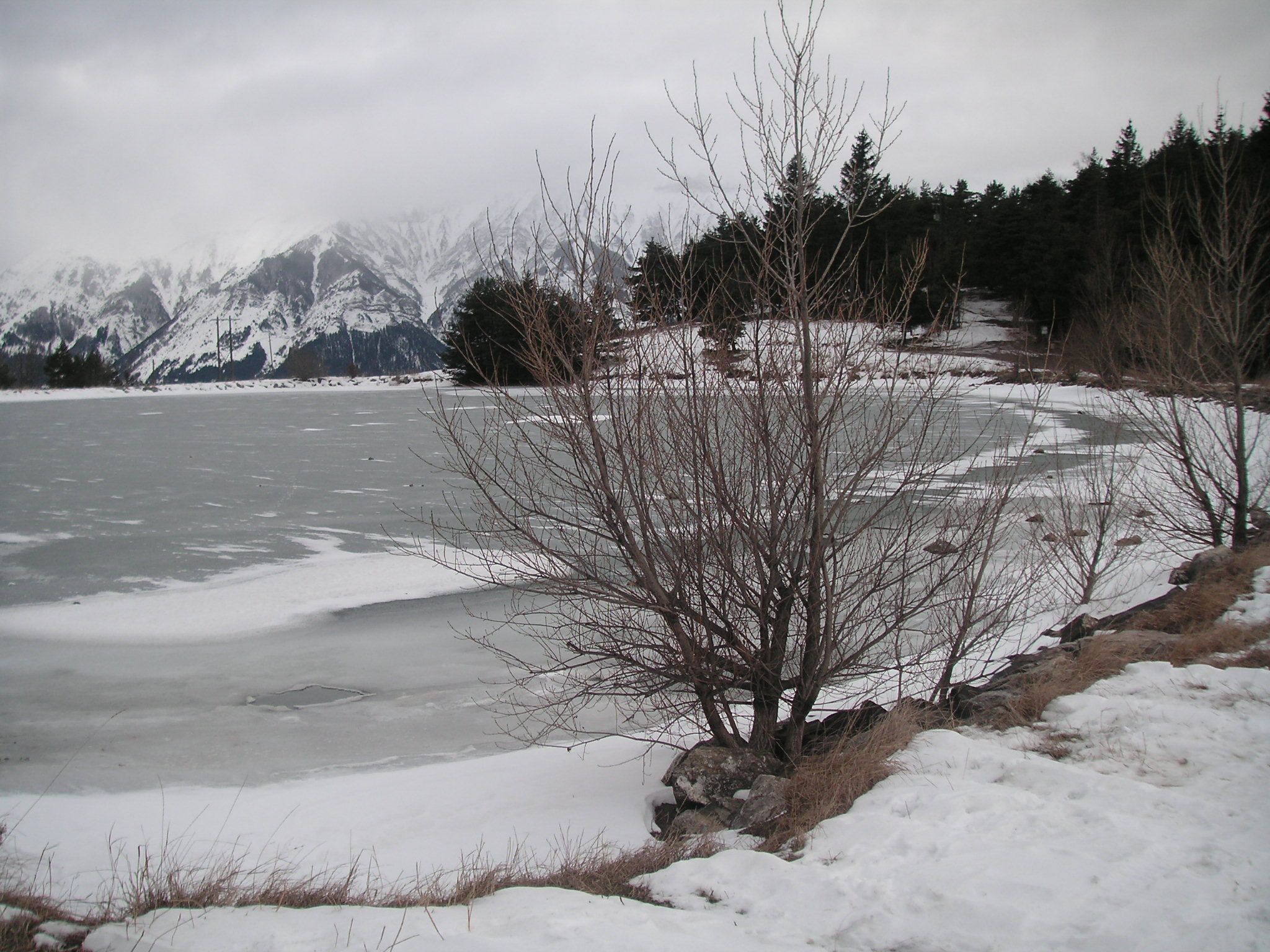
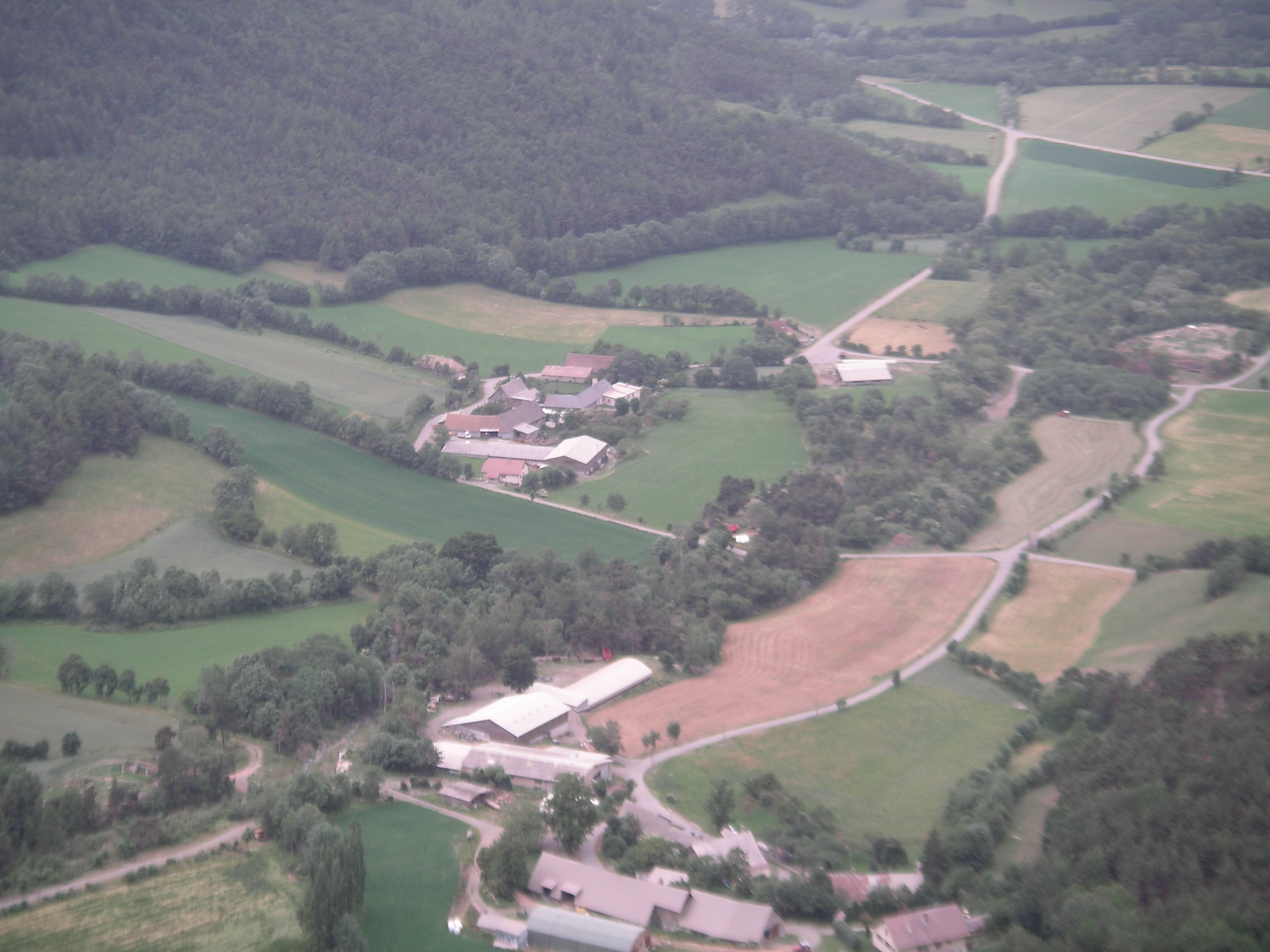
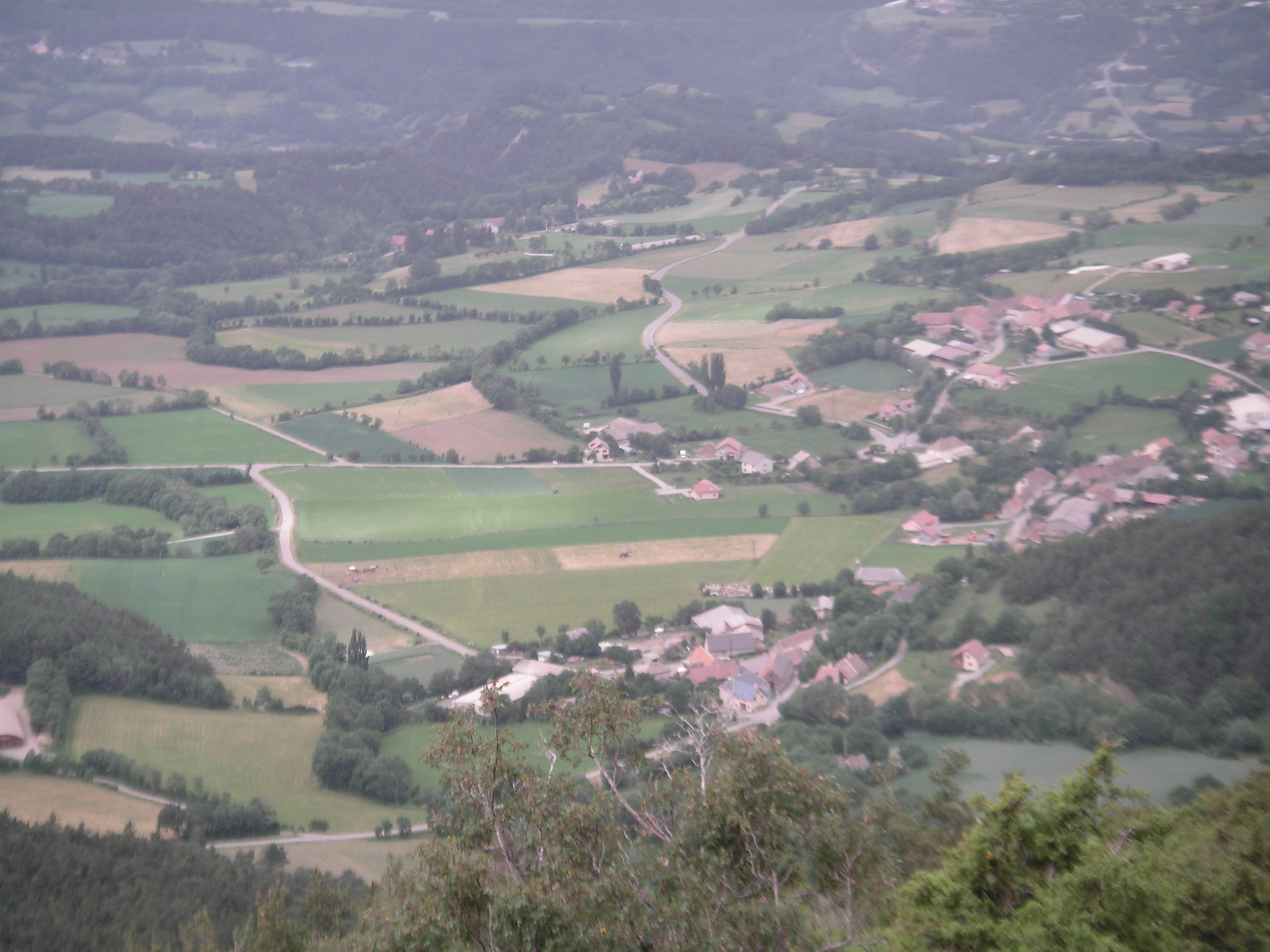